# Выборы в Екатеринбургскую городскую думу (ноябрь, 1917)
Выборы в Екатеринбургскую городскую думу прошли 5 ноября 1917 года.

## Предшествующие события
После Февральской революции, Временное правительство России 15 апреля 1917 года принимает постановление о производстве выборов гласных городских дум и об участковых городских управлениях, приложением к которому были утверждены Временные правила о производстве гласных городских дум, устанавливавшие вполне демократический – даже по современной оценке – порядок выборов на основе всеобщего прямого, равного и тайного избирательного права.
Исполняя данное постановление, 30 июля 1917 года в Екатеринбурге проходят выборы в городскую думу, где побеждают силы ПСР с большим перевесом голосов, а большевики точно также имея минимальный отрыв в местах, становятся второй по размеру партией думы. По итогу разразился крупный скандал из-за проигрыша правых сил, и выборы были опротестованы, а Пермский административный суд признал нарушения в проведении выборов.
Следующие выборы были назначены на 15 октября, но позже были перенесены на неустановленный срок и проведены 5 ноября.

## Избирательная кампания
Избирательная кампания фактически не останавливалась ещё с предыдущих выборов, и представляла собой трёхстороннюю борьбу левых радикалов из РСДРП(б), умеренных левых ПСР и центристских Кадетов.
Большевики активно вели агитацию на основе указаний из центра Лениным, где шёл фокус на политические завоевания большевиков в период первой революции, продвигая максимальный пролетарский популизм, а также критикуя положения других партий. При этом, большевики в Екатеринбурге не имели монолитности и были довольно шаткой политической силой: большевистский лидер весьма радикального Екатеринбурга в обращении к эсерам по результатам летних выборов характеризовал их как «союзников по революционной борьбе в прошлом и, надеемся, в будущем» и выражал уверенность, что «если революции суждено победить, то этого не произойдет, вероятно, без вас и против вас».
Эсеры продвигали и продавливали идеи закрепления демократических завоеваний февральской революции, а также защиту и расширения демократических институтов, в том числе формируя избирательные блоки с другими демократическими силами, что имело успех: состоявшееся 6 июня собрание екатеринбургских меньшевиков единогласно постановило, что «организация готова блокироваться с социалистическими партиями: соц.-рев. и народными социалистами, бундом, а также, если этого пожелают, то и с соц.-дем. большевиками». В рамках выборов, ПСР организовала концерт в Верх-Исетском театре.
Кадеты утвердили лозунг «Город для всех!», и отмежёвывались от классовых противостояний, продвигая центристскую, демократическую и объединительную избирательную кампанию.

## Результаты выборов
| Екатеринбургская городская дума лета 1917 года |                                                                |         |        |       |       |       |
| Партия                                         | Партия                                                         | Голоса  | Голоса | Места | Места | Места |
| Партия                                         | Партия                                                         | No.     | %      | До    | После | +/–   |
|                                                | Российская социал-демократическая рабочая партия (большевиков) | 9.194   | 46.3   | 18    | 40    | ▲22   |
|                                                | Партия социалистов-революционеров                              | 4.479   | 22.5%  | 44    | 20    | ▼24   |
|                                                | Конституционно-демократическая партия                          | 3.438   | 17.3%  | 10    | 15    | ▲5    |
|                                                | Российская социал-демократическая рабочая партия (меньшевиков) | 349     | 1.7%   | 4     | 4     | ▬     |
|                                                | Список домовладельцев                                          | 589     | 2.9%   | 9     | 3     | ▼3    |
|                                                | Список мусульман                                               | 321     | 1.6%   | 9     | 1     | ▼3    |
|                                                | Всеобщий еврейский рабочий союз в Литве, Польше и России       | 263     | 1.3%   | 9     | 1     | ▼3    |
|                                                | Трудовая народно-социалистическая партия                       | 243     | 1.2%   | 9     | 1     | ▼3    |
|                                                |                                                                |         |        |       |       |       |
| Действительных голосов                         | Действительных голосов                                         | 19.850  | 100.0  | —     | —     | —     |
| Недействительных голосов                       | Недействительных голосов                                       | —       | —      | —     | —     | —     |
| Всего                                          | Всего                                                          | 19.850  | 100.00 | ??    | 85    | ??    |
| Зарегистрированных избирателей / Явка          | Зарегистрированных избирателей / Явка                          | ~48 000 | 56     | —     | —     | ??    |

По итогам выборов, умеренно-социалистический блок проиграл на выборах, а левые радикалы заняли доминирующие позиции в думе. Мэром города был избран большевик Сергей Чуцкаев, а председателем думы — Пётр Войков.